# Viaggio in fondo alle stelle
Viaggio in fondo alle stelle  (Space Angel) è un romanzo di fantascienza del 1979 dello scrittore statunitense John Maddox Roberts, sul genere avventuroso marinaresco, tra i luoghi inesplorati dello Spazio Profondo.

## Trama
Ventiduesimo Secolo - Il norvegese Thorvald Raffen, marinaio e reduce, viene ingaggiato su un mercantile spaziale, lo Space Angel, recando con sé in qualità di mozzo il giovanissimo Kelly, uno spiantato orfano di guerra, casualmente incontrato nello spazioporto.
Quel che sembra un lavoro di ordinaria amministrazione, raccogliere del diamante grezzo da un pianeta deserto di un sistema poco lontano, assume una piega inaspettata, quasi inquietante. Nel filone infatti viene rinvenuta una misteriosa sfera che presto si rivela un'entità aliena e potentissima, la quale si impadronisce dell'astronave, conducendola in un lungo viaggio nel cuore della nostra Galassia, un'odissea che l'equipaggio intraprende di buon grado, per spirito di avventura e con prospettive di guadagni.
Thorvald ed i suoi compagni faranno tappa su diversi pianeti, incontrando esseri a talvolta affascinanti e a volte ostili. Tra essi degli umani mutanti, divenuti guerrieri invincibili, e un curioso esploratore alieno, dalla notevole vocazione letteraria.
Li attende un tuffo nella singolarità del nucleo della Galassia, sotto la tutela della Sfera, da eoni in attesa di fondersi mentalmente. Il nucleo stesso, sotto forma di gigantesco buco nero, è anch'esso un'entità pensante, nonché una remota minaccia per il Cosmo.

## Edizioni
- John Maddox Roberts, Space Angel, 1979.
- John Maddox Roberts, Viaggio in fondo alle stelle, traduzione di Beata Della Frattina, Urania n. 975, Arnoldo Mondadori, 1984.